# Pronaos
Pronaos (gr. Πρόναος, łac. anticum) – przedsionek przedniej części antycznej świątyni greckiej, zawierający się pomiędzy wysuniętymi bocznymi ścianami, najczęściej zakończonymi antami; poprzedzał naos.
Pronaos pojawia się już w najstarszych świątyniach, tzw. templum in antis.